# Tập Thủy
Tập Thủy (chữ Hán giản thể: 习水县, bính âm: Xíshuǐ Xiàn, âm Hán Việt: Tập Thủy huyện) là một huyện thuộc địa cấp thị Tuân Nghĩa, tỉnh Quý Châu, Cộng hòa Nhân dân Trung Hoa. Huyện này có diện tích 3128 ki-lô-mét vuông, dân số năm 2002 là 670.000 người. Tập Thủy giáp với Đồng Tử, Xích Thủy, Nhân Hoài, Kỳ Giang, Giang Tân, Cổ Lận, Hợp Giang. Mã số bưu chính của huyện là 564600. Chính quyền huyện đóng ở trấn Đông Hoàng. Về mặt hành chính, huyện này được chia thành 14 trấn, 9 hương. Tổng cộng có 635 ủy ban thôn hành chính.